# Hansjörg Aschenwald
Hansjörg Aschenwald (n. 28 iunie 1965, Schwaz, Tirol, Austria) este un sportiv ce a reprezentat Austria, medaliat olimpic. A participat la o ediție a Jocurilor Olimpice (1988) în care a câștigat o medalie de bronz.

## Participări
Lista de mai jos prezintă principalele competiții la care a participat Hansjörg Aschenwald de-a lungul carierei.
- Nordic combined at the 1988 Winter Olympics – team[*]